# Yannick Borel
Yannick Borel (n. 5 noiembrie 1988, Pointe-à-Pitre, Guadeloupe, Franța) este un scrimer francez specializat pe spadă, campion european în 2016 și campion mondial pe echipe în 2011.
A participat la Jocurile Olimpice de la Londra, unde a ajuns în sferturile de finală după ce a trecut de ucraineanul Dmîtro Kariucenko și de elvețianul Fabian Kauter. A condus 4-0 la începutul meciului cu norvegianul Bartosz Piasecki, dar a pierdut la o tușă și a rămas fără medalie.

## Palmares
Clasamentul la Cupa Mondială
| An  | 2009 | 2010 | 2011 | 2012 | 2013 | 2014 | 2015 |
| --- | ---- | ---- | ---- | ---- | ---- | ---- | ---- |
| Loc | 97   | 103  | 14   | 18   | 36   | 80   | 14   |

## Legături externe
- Materiale media legate de Yannick Borel la Wikimedia Commons
- Prezentare Arhivat în 3 septembrie 2014, la Wayback Machine. la Confederația Europeană de Scrimă
- en Yannick Borel la Olympedia.org